# V.S.O.P. (Band)
V.S.O.P. war eine Band, die aus Mitgliedern des zweiten Miles-Davis-Quintetts und dem Trompeter Freddie Hubbard bestand.

## Bandhistorie
Der Name V.S.O.P. (auch The V.S.O.P. Quintet) stand zunächst angeblich für „Very Special One Time Only Performance“; demnach wäre das Original-VSOP-Quintett nach Ansicht von Cook und Morton eine Art „Spaßveranstaltung“ zur „Wiederbelebung“ des legendären Miles-Davis-Quintetts.
Der erste Auftritt fand am 29. Juni 1976 in New York im Rahmen des Newport Jazz Festivals statt. Davis beschied Hancocks Anfrage, ob er nicht mitspielen wolle, abschlägig. Anders als Davis, der weiterhin ausschließlich elektrischen Jazz spielte, wurde von V.S.O.P akustischer Jazz gespielt, wobei sich wieder dem Ideal des Hard Bop angenähert wurde. Die in Newport gespielten Titel „Piano introduction“, „Maiden Voyage“, „Nefertiti“ und „Eye of the Hurricane“erschienen unter dem Namen Hancocks auf der Kompilation A Jazz Collection (Columbia/Legacy CK46865).
Auch bei späteren Festival-Auftritten „wurde immer wieder gehofft, dass Miles Davis dazustoßen würde; vorhersehbarer Weise tat er das nie, und jemand anderes, meist Freddie Hubbard, übernahm diese Rolle.“
Erste Aufnahmen mit der Band erschienen, zusammen mit Fusion-Material aus anderen Bandprojekten Hancocks, auf dessen Album V.S.O.P. Aufnahmen von einer Tournee des Quintetts im Sommer 1977 bildeten das Material für das Album V.S.O.P.: The Quintet, das ebenfalls bei Columbia Records erschien. 1979 erschien noch der Mitschnitt von einem Konzert am 26. Juni 1979 in Japan (Live Under the Sky, 1979) Letzte Aufnahmen des Quintetts entstanden am 29. Juni 1979 in einem Tokyoer SONY-Studio (Five Stars).
Auch unter der Bandbezeichnung V.S.O.P. erschien das 1992 teilweise im Studio eingespielte Album A Tribute to Miles mit Roney anstelle von Hubbard an der Trompete.

## Diskografie
Originalalben
- 1977: V.S.O.P.: Tempest in the Colosseum (CBS/Sony – 40AP 771~2)[6]
- 1977: V.S.O.P.:  The Quintet  (Columbia C2 34976)
- 1979:  The V.S.O.P. Quintet: Five Stars (CBS/Sony 30AP 1036)
- 1979:  V.S.O.P. The Quintet: Live Under the Sky (CBS/Sony 40AP 1037~8)[7]

Kompilationen
- 1985:  The V.S.O.P. Quintet, Herbie Hancock Quartet – V.S.O.P (CBS/Sony FCPA 748); Kompilation aus  V.S.O.P.: The Quintet (1977) und Herbie Hancock – Quartet (1982)
- 1993: The Best of V.S.O.P. (Sony Records FCCP 30250)

## Lexikalischer Eintrag
- Richard Cook, Brian Morton: The Penguin Guide to Jazz on CD, LP and Cassette. 2. Auflage. Penguin, London 1994, ISBN 0-14-017949-6.